# 紀剛
趙岳山（1920年10月4日—2017年3月7日），笔名紀剛。遼寧遼陽人，近代著名作家，著有《滾滾遼河》、《夜行人》等書。其中，《滾滾遼河》被列為四大抗戰小說之一。

## 生平
- 1920年，十月出生於生於遼寧省遼陽的一個鄉下農民家庭，幼年曾私塾啟蒙教育。
- 1937年，七七盧溝橋事變發生，且當時家鄉東北已淪陷後的艱難時局，因為加入了抗日地下組織覺覺團，開始了多年的現地抗戰。
- 1940年，大學期間，開始文學創作，第一篇作品為《出埃及記》，發表在長春偽滿州政府時期的《新滿洲》月刊上。
- 1941年，創作劇本〈虹霓〉在校慶上演，鼓舞抗日行動。
- 1942年，瀋陽盛京醫科大學（現為遼寧醫學院）畢業。
- 1945年，五月二十三日被捕入獄，因抗戰勝利，日本投降而免難。
- 1946年，開始創作一部小說名為《葬故人——鮮血上漂來一群人》，至1969年始完稿，即後來的《滾滾遼河》，共四十五萬言。
- 1949年，赴臺灣，剛進陸軍804醫院，醫院並沒有缺額，先佔了一個藥局主任的缺，後來，醫院新增設小兒科，被聘為小兒科醫生。當時成大還沒有醫務室，我就成了陸軍804醫院的醫生、也當了成功大學校醫。後任小兒科主任，退役後為台南市兒童專科醫院院長。[4]
- 1969年，《滾滾遼河》完成，八月十二日在《中央日報》副刊連載。[5]
- 1970年，四月小說《滾滾遼河》發行，並獲得臺灣中山文藝獎。後轉而致力發揚由《滾滾遼河》衍生出來的「群我文化觀」，雖吃力不討好，仍數十年不改其志。
- 1977年，五月中國電視公司改編播出《滾滾遼河》十二集電視劇。
- 1993年，《滾滾遼河》日譯本在日本問世。
- 2009年，三月三十一日將《滾滾遼河》手稿及當年從事地下工作與同志好友的書信文物，全捐給新竹國立清華大學圖書館。
- 2017年3月7日，於美國加州逝世，享年96歲。
- 2021年經台南市文化局審議通過，成為台南市歷史名人（文學類）。[6]

## 著作

### 小說
- 《夜行人》，瀋陽東北通訊社，1944年9月
- 《滾滾遼河》，臺北純文學出版社，1970年4月

### 書信
- 《火舌集》，瀋陽東北通訊社，1944年4月

### 劇本
- 《虹霓》，瀋陽東北通訊社，1944年8月

### 散文
- 《諸神退位》，臺北允晨文化公司，1990年3月
- 《做一個完整的人─從人格的七個格談群的文化觀》，臺北行政院文建會，1996年10月

## 評價
- 張夢瑞.. 「時光不能倒流，但生命潺潺流轉，透過省視觀照，人終能在天地間找到定位；時間也不能沖淡什麼，卻能夠把意氣風發、鐵血生涯裡走來的年輕人，化鑄成鶴髮慈顏、溫厚和煦的諄諄長者。「無怨無悔，而能有所堅持」這樣的註腳，正是參與抗戰70年後，當下的紀剛。」[7]

## 外部連結
- 紀剛先生手稿暨滿州國主題文獻展 （页面存档备份，存于）—國立清華大學圖書館